# CD Numancia
Club Deportivo Numancia de Soria är en spansk fotbollsklubb från staden Soria, Kastilien och Leon. Klubben spelar i Segunda División B. Hemmamatcherna spelas på arenan Los Pajaritos, som har en publikkapacitet på drygt 8 000.